# Campionato del mondo sportprototipi 1992
Il Campionato del mondo sportprototipi 1992 (en. FIA Sportscar World Championship 1992), è stata la 21ª ed ultima edizione del Campionato del mondo sportprototipi.

## Risultati
| Nº | Data       | Gara                  | Costruttore vincitore | Piloti vincitori                           | Resoconto |
| -- | ---------- | --------------------- | --------------------- | ------------------------------------------ | --------- |
| 1  | 26 aprile  | 500 km di Monza       | Toyota                | Geoff Lees Hitoshi Ogawa                   | Resoconto |
| 2  | 10 maggio  | 500 km di Silverstone | Peugeot               | Derek Warwick Yannick Dalmas               | Resoconto |
| 3  | 21 giugno  | 24 Ore di Le Mans     | Peugeot               | Derek Warwick Yannick Dalmas Mark Blundell | Resoconto |
| 4  | 19 luglio  | 500 km di Donington   | Peugeot               | Mauro Baldi Philippe Alliot                | Resoconto |
| 5  | 30 agosto  | 1000 km di Suzuka     | Peugeot               | Derek Warwick Yannick Dalmas               | Resoconto |
| 6  | 18 ottobre | 500 km di Magny-Cours | Peugeot               | Mauro Baldi Philippe Alliot                | Resoconto |

## Classifiche

### Campionato mondiale mondiale piloti
Note Sono indicati solo i primi 10 piloti classificati su un totale di 31.
| Pos | Pilota               | Costruttore | Totale |
| --- | -------------------- | ----------- | ------ |
| 1   | Yannick Dalmas       | Peugeot     | 98     |
| 1   | Derek Warwick        | Peugeot     | 98     |
| 3   | Mauro Baldi          | Peugeot     | 64     |
| 3   | Philippe Alliot      | Peugeot     | 64     |
| 5   | Geoff Lees           | Toyota      | 59     |
| 6   | Jan Lammers          | Toyota      | 35     |
| 7   | Ferdinand de Lesseps | Spice       | 34     |
| 8   | Maurizio Sandro Sala | Mazda       | 29     |
| 9   | Johnny Herbert       | Mazda       | 25     |
| 10  | David Brabham        | Toyota      | 22     |

### Campionato mondiale squadre
Note Sono indicate solo le prime 3 squadre su 6 classificate.
| Pos | Squadra              | Totale |
| --- | -------------------- | ------ |
| 1   | Peugeot Talbot Sport | 115    |
| 2   | Toyota Team Tom's    | 74     |
| 3   | Mazdaspeed           | 39     |